# Full Gear (2019)
Full Gear (2019) foi um evento de luta livre profissional em formato pay-per-view (PPV) produzido pela All Elite Wrestling. O evento aconteceu em 9 de novembro de 2019, no Royal Farms Arena em Baltimore, Maryland.
Oito lutas foram disputadas no evento, incluindo uma no pré-show. No evento principal, Jon Moxley derrotou Kenny Omega em uma luta não-sancionada Lights Out. Em outras lutas, Chris Jericho reteve o AEW World Championship contra Cody após MJF (que estava no corner de Cody) jogar a toalha, Riho reteve o AEW Women's World Championship contra Emi Sakura, e SoCal Uncensored (Frankie Kazarian e Scorpio Sky) derrotaram Lucha Brothers (Pentagón Jr. e Rey Fénix) e Private Party (Isiah Kassidy e Marq Quen) em uma luta three-way de duplas para reterem o AEW World Tag Team Championship.

## Produção

### Rivalidades
O Full Gear apresentou lutas de wrestling profissional que envolviam lutadores diferentes de rivalidades e histórias preexistentes. Os lutadores retrataram heróis, vilões ou personagens menos distinguíveis nos eventos roteirizados que criaram tensão e culminaram em uma luta ou série de lutas. As histórias foram produzidas nos programas semanais da AEW, Dynamite e Dark e na série do YouTube dos The Young Bucks, Being The Elite.
Após o evento principal do Double or Nothing, Jon Moxley apareceu da multidão e atacou Chris Jericho e Kenny Omega. O último lutou e brigou no palco de entrada, onde Moxley jogou Omega do topo da stage. Uma luta entre Omega e Moxley foi marcada para o All Out, no entanto, a luta foi cancelada devido a Moxley sofrer uma lesão no cotovelo. Em 4 de setembro, a luta foi remarcada para o Full Gear. No episódio de 9 de outubro do Dynamite, no final da luta de Moxley contra Shawn Spears, Omega chegou na rampa de entrada com uma vassoura e um taco de beisebol, ambos enrolados em arame farpado. Omega jogou o bastão em direção a Moxley, mas Pac pegou Omega de surpresa com uma cadeira de aço. Não querendo atacar um Omega inconsciente e querendo uma luta justa, Moxley largou o bastão e caminhou nos bastidores. No episódio de 30 de outubro do Dynamite, foi anunciado que a luta de Moxley e Omega seria uma luta não sancionada.
No All Out, Chris Jericho derrotou Adam Page para se tornar o campeão inaugural do AEW World Championship, Cody derrotou Shawn Spears para melhorar seu recorde de vitórias-derrotas-empate em lutas individuais para 2-0-1. Devido ao recorde de lutas individuais de Cody, ele ganhou uma luta pelo AEW World Championship contra Jericho no Full Gear. Em 29 de outubro, a AEW anunciou que a luta incluiria um painel de juízes ao lado do ringue que decidiriam o vencedor em caso de empate por tempo limite. No episódio de 6 de novembro do Dynamite, Cody anunciou que, se não vencesse no Full Gear, nunca mais lutaria pelo título.
No All Out, Santana e Ortiz estrearam na AEW e atacaram The Young Bucks (Matt Jackson e Nick Jackson) após a luta deles. Durante o episódio de estreia do Dynamite em 2 de outubro, Santana e Ortiz se juntaram a Chris Jericho e derrotaram The Elite (Kenny Omega e The Young Bucks). Santana e Ortiz iriam se juntar à facção de Jericho, The Inner Circle, e desafiaram os Young Bucks para uma luta no Full Gear que os Bucks aceitaram.
No Double or Nothing, Adam Page estava escalado para enfrentar Pac, mas devido a diferenças criativas com a Dragon Gate, uma promoção pela qual Pac também lutou e foi o campeão, a luta foi cancelada. Depois de resolver essas diferenças criativas, Pac teve sua luta de estreia na AEW no All Out, derrotando Kenny Omega, fazendo-o desmaiar com um Brutalizer. Seguindo o show durante a entrevista pós-evento de Page, ele foi interrompido por Pac, que disse que havia retornado à AEW para se vingar de Page. Uma luta entre os dois foi então marcada para o episódio de estreia do Dynamite em 2 de outubro, que Pac venceu. Page então se juntou a Omega e derrotou a equipe de Pac e Jon Moxley no episódio de 16 de outubro. Outra luta entre Page e Pac foi marcada para o Full Gear.
No episódio de 30 de outubro do Dynamite, SoCal Uncensored (Frankie Kazarian e Scorpio Sky) derrotaram os Lucha Brothers (Pentagón Jr. e Rey Fénix) para vencerem o inaugural AEW World Tag Team Championship. Na semana seguinte, SCU estava escalado para defender o título no Full Gear em uma luta three-way contra os Lucha Brothers e os vencedores da luta entre The Dark Order (Evil Uno e Stu Grayson) e Private Party (Isiah Kassidy e Marq Quen ), que venceu o Private Party.
Em 6 de novembro, foi anunciado que Riho iria defender o AEW World Tag Team Championship contra sua ex-treinadora, Emi Sakura, no Full Gear. Naquela mesma noite no Dynamite, Sakura se juntou a Jamie Hayter e derrotou Riho e Shanna com Sakura pinando Riho.
No dia 7 de novembro durante o AEW Countdown: Full Gear, foi anunciado que Joey Janela enfrentaria Shawn Spears no evento.
Durante a luta de duplas entre Bea Priestley e Shoko Nakajima contra Dr. Britt Baker, DMD e Riho no pré-show do Fight for the Fallen, Priestley chutou Baker na nuca, causando-lhe uma concussão. Durante o pré-show do All Out, Baker eliminou Priestley da Casino Battle Royale para determinar uma das duas desafiantes pelo AEW Women's World Championship, mas Priestley por sua vez ajudou na eliminação de Baker, permitindo que Nyla Rose vencesse. Em 5 de novembro, durante o Dark, uma luta entre Baker e Priestley foi agendada para o pré-show do Full Gear.

## Evento
| Função                                     | Nome                       |
| ------------------------------------------ | -------------------------- |
| Comentaristas                              | Jim Ross (PPV)             |
| Comentaristas                              | Excalibur (Pre-show + PPV) |
| Comentaristas                              | Goldenboy (Pre-show)       |
| Comentaristas                              | Taz (Pre-show)             |
| Comentaristas em espanhol                  | Alex Abrahantes            |
| Comentaristas em espanhol                  | Dasha Gonzalez             |
| Comentaristas em alemão                    | Günter Zapf                |
| Comentaristas em alemão                    | Mike Ritter                |
| Anunciador de ringue                       | Justin Roberts             |
| Árbitros                                   | Aubrey Edwards             |
| Árbitros                                   | Bryce Remsburg             |
| Árbitros                                   | Earl Hebner                |
| Árbitros                                   | Paul Turner                |
| Árbitros                                   | Rick Knox                  |
| Juízes da luta pelo AEW World Championship | Dean Malenko               |
| Juízes da luta pelo AEW World Championship | Arn Anderson               |
| Juízes da luta pelo AEW World Championship | The Great Muta             |
| Entrevistador                              | Goldenboy                  |

### Pré-Show
Durante o pré-show, Dra. Britt Baker, DMD enfrentou Bea Priestley. No final, Baker forçou Priestley a se submeter ao "Lockjaw" para vencer.

### Lutas preliminares
O pay-per-view começou com Proud and Powerful (Santana e Ortiz) enfrentando The Young Bucks (Matt Jackson e Nick Jackson). The Rock 'n' Roll Express (Ricky Morton e Robert Gibson) sentaram-se no meio da multidão e foram recebidos pelos  Young Bucks durante sua entrada. Santana e Ortiz executaram o "Street Sweeper" em Nick para vencer. Depois disso, Proud and Powerful continuou a atacar The Young Bucks. Morton e Gibson pularam a barricada para ajudar os Bucks. Morton fez um "Front Flip Piledriver" em Santana e depois um "Suicide Dive" em Ortiz e Sammy Guevara.
A segunda luta colocou "Hangman" Adam Page contra Pac. Page executou um "Dead Eye" em Pac para vencer.
Em seguida, Shawn Spears (acompanhado de Tully Blanchard) lutou contra Joey Janela. No final, Spears e Blanchard executaram um spike piledriver em Janela do lado de fora do ringue. Spears então executou um "Death Valley Driver" em Janela para vencer.

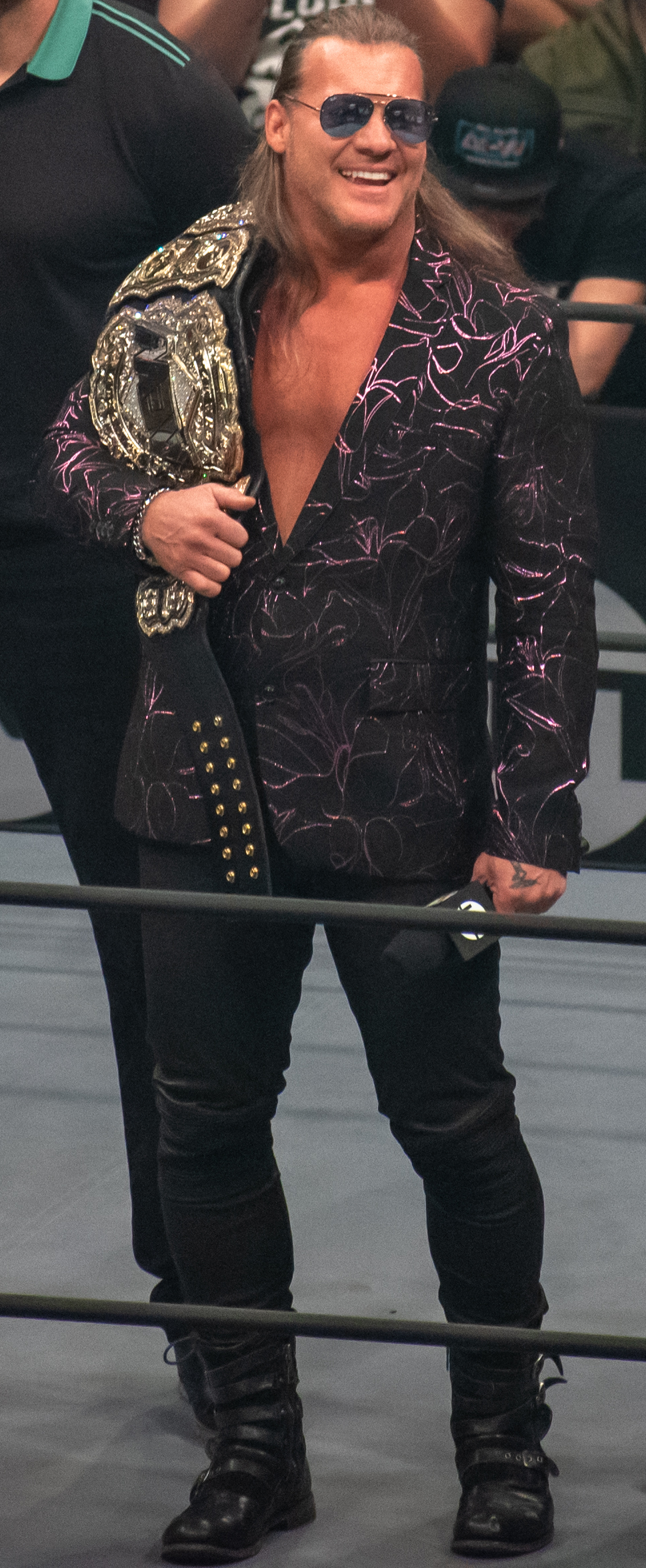
Na penúltima luta, Chris Jericho derrotou Cody para reter o AEW World Championship.

Depois disso, Frankie Kazarian e Scorpio Sky do SoCal Uncensored defenderam o AEW World Tag Team Championship contra os Lucha Brothers (Pentagón Jr. e Rey Fenix) e Private Party (Isiah Kassidy e Marq Quen) em uma luta de duplas three-way. Sky e Kazarian realizaram um "SCU Later" em Kassidy para a vitória. Após a luta, o companheiro de equipe do SCU Christopher Daniels voltou de lesão e salvou Sky e Kazarian dos Lucha Bros, atacando Pentagón Jr e Fenix.
Na luta seguinte, Riho defendeu o AEW Women's World Championship contra Emi Sakura. Riho acertou Sakura com uma joelhada dupla antes de rolá-la para manter o título.
Na penúltima luta, Chris Jericho (acompanhado por Jake Hager) defendeu o AEW World Championship contra Cody (acompanhado por MJF). Arn Anderson, Dean Malenko e The Great Muta foram apresentados como os juízes para determinar o vencedor em caso de empate com limite de tempo. Cody tentou um "Suicide Dive", mas Jericho o evitou, resultando em Cody caindo de cabeça, fazendo um corte na cabeça na rampa de entrada. Hager atingiu Cody e foi expulso da luta. Jericho atingiu Cody com o cinturão mas não conseguiu vencer. Cody aplicou um "Cross Rhodes" em Jericho mas Jericho conseguiu o kick out. No final, Jericho aplicou o "Liontamer" e MJF jogou a toalha, o que significa que Jericho manteve o título. De acordo com a estipulação, Cody nunca podeeria voltar lutar pelo AEW World Championship novamente. Após a luta, MJF inicialmente consolou Cody antes de atacá-lo com um golpe baixo e sair sob vaias do público.

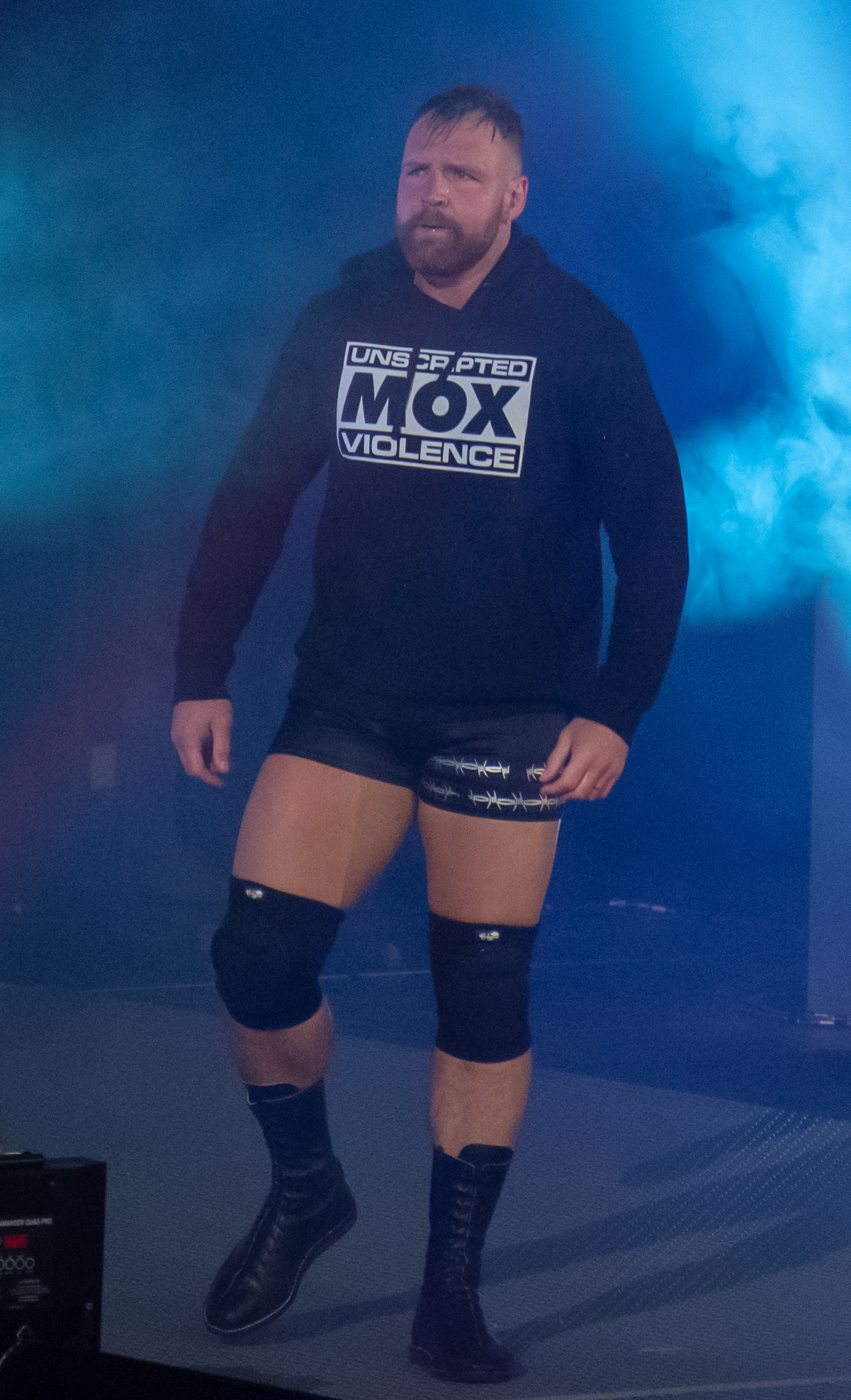
Jon Moxley derrotou Kenny Omega em uma luta não sancionada Lights Out na luta principal do evento.

### Evento principal
Na luta final da noite, Jon Moxley enfrentou Kenny Omega em uma luta não sancionada Lights Out, uma luta não oficialmente reconhecida pelo AEW. Ao longo da luta, várias armas foram usadas, incluindo vidro, correntes, latas de lixo, uma chave de fenda, um bastão de arame farpado e uma vassoura de arame farpado. Mais tarde, Adam Page e The Young Bucks apareceram e entregaram uma plataforma de arame farpado para Omega usar. O tiro saiu pela culatra, no entanto, quando Moxley executou um suplex em Omega na estrutura. Omega executou um "V-Trigger" em Moxley através de uma tela de vidro na entrada. Moxley executou um "Snap Double Underhook DDT" em Omega que conseguiu o kick out. Moxley puxou a lona do ringue, expondo as tábuas de madeira abaixo. Omega executou um "Snap Double Underhook DDT" em Moxley nas placas expostas mas Moxley fez o kick out. Omega tentou um "Phoenix Splash", mas Moxley evitou e executou um "Paradigm Shift" em Omega nas placas para vencer.

## Recepção
O evento recebeu críticas geralmente positivas. Jason Powell do Pro Wrestling Dot Net "gostou do show"; foi "revigorante ver um evento repleto de lutas que pareciam importantes e não estavam apenas preenchendo o tempo". Ele também afirmou que "a multidão estava quente e todos foram acima e além no ringue."  Escrevendo para a CBS Sports, Brent Brookhouse e Jack Crosby também gostaram do programa, comentando que "as duas últimas lutas da noite trouxeram uma abordagem única que só a AEW pode realmente oferecer sem as restrições impostas aos esforços da WWE e aos talentos de elite na lista da All Elite Wrestling. "O evento principal Moxley-Omega e a luta pelo campeonato mundial Jericho-Cody foram as duas lutas com maior pontuação do show, com ambas obtendo uma nota "A-". Em outra parte do programa, a luta pelo título feminino Riho-Sakura foi classificada como "B +" e a correspondência tripla  SoCal Uncensored-Lucha Brothers-Private Party pelos títulos das duplas foi classificada como "B-".
Apesar de o programa ter recebido muitas críticas positivas, a luta não sancionada Lights Out entre Jon Moxley e Kenny Omega gerou reações divididas devido à sua violência gráfica e uso pesado de armas. Arya Witner do Wrestling Observer Newsletter chamou a luta de "nojenta" e ela nunca veria "outra luta da AEW Lights Out [de novo], será muito cedo." Em seu podcast, Jim Cornette chamou a lita de "... autocomplacente, falsa, boba, estúpida, embaraçosa, luta de lixo com grande orçamento" e declarou "a única coisa que eles fizeram certo foi que apagaram as luzes ; eles diminuíram as luzes e as trouxeram de volta "no espírito de uma luta Lights Out à moda antiga. Cornette classificou a luta como "um aborto" e concluiu que era " ECW com um orçamento". Pelo contrário, Dave Meltzer do Wrestling Observer Newsletter reconheceu que, embora pessoalmente "odiasse" a violência da luta, de um "aspecto mental de traçar uma luta e o aspecto físico de fazê-lo em alto nível" que "foi uma tremenda luta e um espetáculo incrível ". Ele daria a luta uma avaliação de 4,5 estrelas. O comentarista da AEW Jim Ross afirmou que "a paixão naquela luta foi uma lufada de ar fresco para o nosso negócio."

O presidente e CEO da AEW, Tony Khan, respondeu às reações negativas à luta não sancionada Lights Out de Jon Moxley x Kenny Omega, afirmando:
“Eu já esperava e é por isso que colocamos no PPV. Nunca faríamos algo assim na TV. Nossos amigos da TNT sabem o que estamos tentando fazer para colocar lutas hardcore nos principais eventos PPVs. Haverá dois lutadores que querem resolver isso, então não vamos sancionar. Vamos desligar as luzes e fechar os olhos para isso e não sermos responsáveis pelo que ocorrer no ringue. Acho que é uma coisa muito lógica e não me surpreende que as pessoas fiquem chocadas. Acho que a maioria das pessoas adorou. Ele despertou um grande interesse e fez exatamente o que queríamos que era iniciar uma conversa. Para mim, eu simplesmente adorei ".

## Após o evento
No episódio de 13 de novembro do Dynamite, MJF chamou Cody de mentiroso e sociopata e, se ele não tivesse impedido Cody de vencer, sua carreira teria acabado. Cody veio ao ringue, mas foi atacado pelo estreante Wardlow, que revelou ser o guarda-costas de MJF. Recusando-se aparentemente a enfrentar Cody em uma luta, Cody pediu a MJF para dizer seu preço. MJF estabeleceu três condições a serem cumpridas por Cody para que uma luta entre eles acontecesse no Revolution: ele não poderia tocar em MJF até a luta, ele teria que derrotar Wardlow em uma luta steel cage, e ele teria que levar dez cintadas ao vivo na TV. Cody concordou com todas as estipulações. No episódio de 5 de fevereiro de 2020, Cody levou as dez cintadas de MJF, incluindo uma de Wardlow. No episódio de 19 de fevereiro, Cody teve sucesso ao derrotar Wardlow na primeira luta steel cage da AEW, mas foi derrotado por MJF no Revolution em 29 de fevereiro.
Após uma investigação em novembro de 2019, a AEW foi multada em US $ 10.000 pela Comissão Atlética do Estado de Maryland em maio de 2020 pela luta não sancionada entre Moxley e Omega, devido ao fato de que sangramento intencional não é permitido durante lutas profissionais disputadas em Maryland.

## Resultados
| Nº                                          | Resultados | Estipulações | Tempo |
| ------------------------------------------- | --- | --- | ----- |
| Pré- show                                   | Dr. Britt Baker, D.M.D. derrotou Bea Priestley por submissão                                                                                           | Luta individual | 11:35 |
| 1                                           | Proud and Powerful (Santana e Ortiz) derrotaram The Young Bucks (Matt Jackson e Nick Jackson)                                                          | Luta de duplas | 21:00 |
| 2                                           | Adam Page derrotou Pac | Luta individual | 18:30 |
| 3                                           | Shawn Spears (com Tully Blanchard) derrotou Joey Janela                                                                                                | Luta individual | 11:45 |
| 4                                           | SoCal Uncensored (Frankie Kazarian e Scorpio Sky) (c) derrotaram Lucha Brothers (Pentagón Jr. e Rey Fénix) e Private Party (Isiah Kassidy e Marq Quen) | Luta three-way de duplas pelo AEW World Tag Team Championship                                                          | 13:01 |
| 5                                           | Riho (c) derrotou Emi Sakura | Luta individual pelo AEW Women's World Championship                                                                    | 13:25 |
| 6                                           | Chris Jericho (c) (com Jake Hager) derrotou Cody (com MJF) por submissão técnica                                                                       | Luta individual pelo AEW World Championship Se Cody perdesse, ele nunca mais poderia lutar pelo AEW World Championship | 29:35 |
| 7                                           | Jon Moxley derrotou Kenny Omega | Luta Não Sancionada Lights Out                                                                                         | 38:45 |
| (c) – Refere-se aos campeões antes da luta. | | |       |

1. ↑  MJF que estava no corner de Cody jogou a toalha enquanto Cody estava preso em uma submissão, fazendo Jericho vencer a luta por submissão técnica.